# Liste der Weltmeister im Gleitschirmfliegen
Die Liste der Weltmeister im Gleitschirmfliegen umfasst alle Sieger, Zweit- und Drittplatzierten bei als Weltmeisterschaft klassifizierten Bewerben, welche durch die Fédération Aéronautique Internationale (FAI) – im Speziellen von der Internationalen Hängegleiter- und Gleitschirmflug-Kommission (CIVL) ausgetragen wurden. Dies beinhaltet die drei offiziellen Bewerbe:
1. FAI Gleitschirm-Streckenflug Weltmeisterschaft (FAI World Paragliding XC Championships)
2. FAI Gleitschirm-Punktlande Weltmeisterschaft (FAI World Paragliding Accuracy Championships)
3. FAI Gleitschirmakrobatik Weltmeisterschaft (FAI World Paragliding Aerobatics Championships)

## FAI Gleitschirm-Streckenflug Weltmeisterschaft

### Streckenflug Männer
| #   | Jahr | Ort                 | Gold               | Silber             | Bronze                                  |
| --- | ---- | ------------------- | ------------------ | ------------------ | --------------------------------------- |
| 1.  | 1989 | Kössen              | nicht validiert    | nicht validiert    | nicht validiert                         |
| 2.  | 1991 | Digne-les-Bains     | Robert Whittall    | André Hediger      | Urs Haari                               |
| 3.  | 1993 | Verbier             | Hans Bollinger     | Ernst Strobl       | John Pendry                             |
| 4.  | 1995 | Kitakyūshū          | Stefan Stiegler    | Hans Bollinger     | Jocky Sanderson                         |
| 5.  | 1997 | Castejón de Sos     | John Pendry        | Christian Tamegger | Jimmy Pacher                            |
| 6.  | 1999 | Bramberg-Neukirchen | nicht validiert    | nicht validiert    | nicht validiert                         |
| 7.  | 2001 | Granada             | Luca Donini        | Christian Tamegger | Oliver Rössel                           |
| 8.  | 2003 | Montalegre          | Alex Hofer         | Frank Thomas Brown | Masataka Kawachi                        |
| 9.  | 2005 | Valadares           | Steve Cox          | Christian Tamegger | Stefan Wyss                             |
| 10. | 2007 | Manilla             | Bruce Goldsmith    | Jean-Marc Caron    | Thomas McCune                           |
| 11. | 2009 | Valle de Bravo      | Andy Aebi          | Stefan Wyss        | Aljaz Valic                             |
| 12. | 2011 | Piedrahíta          | Charles Cazaux     | Luca Donini        | Andreas Malecki                         |
| 13. | 2013 | Sopot               | Jeremie Lager      | Charles Cazaux     | Davide Cassetta                         |
| 14. | 2015 | Roldanillo          | Honorin Hamard     | Michael Maurer     | Torsten Siegel                          |
| 15. | 2017 | Monte Avena         | Pierre Remy        | Guy Anderson       | Jurij Vidic ex aequo mit Honorin Hamard |
| 16. | 2019 | Kruševo             | Joachim Oberhauser | Gleb Sukhotskiy    | Honorin Hamard                          |
| 17. | 2021 | Tucumán a           | Russell Ogden      | Honorin Hamard     | Luc Armant                              |
| 18. | 2023 | Chamoux-sur-Gelon   | Maxime Pinot       | Honorin Hamard     | Pierre Rémy                             |

### Streckenflug Frauen
| #   | Jahr | Ort                 | Gold                  | Silber                    | Bronze                  |
| --- | ---- | ------------------- | --------------------- | ------------------------- | ----------------------- |
| 1.  | 1989 | Kössen              | nicht validiert       | nicht validiert           | nicht validiert         |
| 2.  | 1991 | Digne-les-Bains     | Andrea Amann          | Miyuki Tanaka             | Nathalie Berger         |
| 3.  | 1993 | Verbier             | Camilla Perner        | Nathalie Berger           | Miyuki Tanaka           |
| 4.  | 1995 | Kitakyūshū          | Judy Leden            | Miyuki Tanaka             | Nathalie Berger         |
| 5.  | 1997 | Castejón de Sos     | Sandie Cochepain      | Claire Bernier            | Louise Crandal          |
| 6.  | 1999 | Bramberg-Neukirchen | nicht validiert       | nicht validiert           | nicht validiert         |
| 7.  | 2001 | Granada             | Louise Crandal        | Nicole Nussbaum           | Miyuki Tanaka           |
| 8.  | 2003 | Montalegre          | Petra Slivova         | Nicole Nussbaum           | Louise Crandal          |
| 9.  | 2005 | Valadares           | Louise Crandal        | Ewa Wiśnierska Cieślewicz | Elisabeth Rauchenberger |
| 10. | 2007 | Manilla             | Petra Slivova         | Viv Williams              | Harmony Gaw             |
| 11. | 2009 | Valle de Bravo      | Elisa Houdry          | Keiko Hiraki              | Anja Kroll              |
| 12. | 2011 | Piedrahíta          | Petra Slivova         | Regula Strasser           | Kirsty Cameron          |
| 13. | 2013 | Sopot               | Klaudia Bułgakow      | Seiko Fukuoka Naville     | Nicole Fedele           |
| 14. | 2015 | Roldanillo          | Seiko Fukuoka Naville | Keiko Hiraki              | Nicole Fedele           |
| 15. | 2017 | Monte Avena         | Seiko Fukuoka Naville | Kari Ellis                | Silvia Buzzi Ferraris   |
| 16. | 2019 | Kruševo             | Meryl Delferriere     | Yael Margelisch           | Kari Ellis              |
| 17. | 2021 | Tucumán a           | Yael Margelisch       | Seiko Fukuoka Naville     | Klaudia Bułgakow        |
| 18. | 2023 | Chamoux-sur-Gelon   | Meryl Delferrière     | Constance Mettetal        | Nanda Walliser          |

### Streckenflug Gesamtstatistik

#### Nationenwertung
| #   | Land                   | Gold | Silber | Bronze | Gesamt |
| --- | ---------------------- | ---- | ------ | ------ | ------ |
| 1.  | Frankreich             | 11   | 9      | 6      | 26     |
| 2.  | Schweiz                | 5    | 8      | 5      | 18     |
| 3.  | Vereinigtes Königreich | 5    | 1      | 3      | 9      |
| 4.  | Österreich             | 3    | 3      | -      | 6      |
| 5.  | Tschechien             | 3    | -      | -      | 3      |
| 6.  | Italien                | 2    | 1      | 5      | 8      |
| 7.  | Dänemark               | 2    | -      | 2      | 4      |
| 8.  | Polen                  | 1    | -      | 1      | 2      |
| 9.  | Japan                  | -    | 4      | 3      | 7      |
| 10. | Deutschland            | -    | 2      | 3      | 5      |
| 11. | Australien             | -    | 2      | 1      | 3      |
| 12. | Brasilien              | -    | 1      | -      | 1      |
| 12. | Russland               | -    | 1      | -      | 1      |
| 14. | Slowenien              | -    | -      | 2      | 2      |
| 15. | Neuseeland             | -    | -      | 1      | 1      |
| 16. | Vereinigte Staaten     | -    | -      | 1      | 1      |

#### Männer
| #   | Land                   | Gold | Silber | Bronze | Gesamt |
| --- | ---------------------- | ---- | ------ | ------ | ------ |
| 1.  | Frankreich             | 5    | 4      | 4      | 13     |
| 2.  | Schweiz                | 4    | 4      | 3      | 11     |
| 3.  | Vereinigtes Königreich | 4    | 1      | 2      | 7      |
| 4.  | Italien                | 2    | 1      | 2      | 5      |
| 5.  | Österreich             | 1    | 3      | -      | 4      |
| 6.  | Deutschland            | -    | 1      | 3      | 4      |
| 7.  | Brasilien              | -    | 1      | -      | 2      |
| 7.  | Russland               | -    | 1      | -      | 1      |
| 9.  | Slowenien              | -    | -      | 2      | 2      |
| 10. | Japan                  | -    | -      | 1      | 1      |
| 11. | Vereinigte Staaten     | -    | -      | 1      | 1      |

#### Frauen
| #   | Land                   | Gold | Silber | Bronze | Gesamt |
| --- | ---------------------- | ---- | ------ | ------ | ------ |
| 1.  | Frankreich             | 6    | 5      | 2      | 13     |
| 2.  | Dänemark               | 2    | -      | 2      | 4      |
| 3.  | Tschechien             | 3    | -      | -      | 3      |
| 4.  | Österreich             | 2    | -      | -      | 2      |
| 5.  | Schweiz                | 1    | 4      | 3      | 8      |
| 6.  | Vereinigtes Königreich | 1    | -      | 1      | 2      |
| 6.  | Polen                  | 1    | -      | 1      | 2      |
| 8.  | Japan                  | -    | 4      | 2      | 6      |
| 9.  | Australien             | -    | 2      | 1      | 3      |
| 10. | Deutschland            | -    | 1      | -      | 1      |
| 11. | Italien                | -    | -      | 3      | 3      |
| 12. | Neuseeland             | -    | -      | 1      | 1      |

## FAI Gleitschirm-Punktlande Weltmeisterschaft

### Punktlanden
| #   | Jahr | Ort                      | Gold             | Silber             | Bronze           |
| --- | ---- | ------------------------ | ---------------- | ------------------ | ---------------- |
| 1.  | 2000 | Middle Wallop            | John Eiff        | Simeon Klokocovnik | Dave Fairey      |
| 2.  | 2003 | Lijak                    | Matjaz Feraric   | Andy Shaw          | David Sluga      |
| 3.  | 2005 | Niš                      | Jaka Gorenc      | Matej Goste        | Andy Shaw        |
| 4.  | 2007 | Trakai                   | Matjaz Feraric   | Andrew Webster     | Martin Jovanoski |
| 5.  | 2009 | Ivanec, Varaždin         | Shu Peng Zhang   | Haiping Chen       | Margin Ondrasek  |
| 6.  | 2011 | Kunčice pod Ondřejníkem  | Anton Svoljšak   | Xiaoqiang Yang     | Jaka Gorenc      |
| 7.  | 2013 | Sarajevo                 | Sheng Guangqiang | Jaka Gorenc        | Tomas Lednik     |
| 8.  | 2015 | Puncak, Bogor, West-Java | Dede Supratman   | Matiaz Sluga       | Tomas Lednik     |
| 9.  | 2017 | Vlora                    | Tzvetan Tzolov   | Matiaz Sluga       | Haiping Chen     |
| 10. | 2019 | Vršac                    | Yong Wu          | Irvan Winarya      | Matiaz Sluga     |
| 11. | 2021 | Prilep                   | Seungil Ahn      | Vlastimil Vachtl   | Dagyeom Lee      |

### Punktlanden Frauen
| #   | Jahr | Ort                      | Gold                   | Silber                     | Bronze            |
| --- | ---- | ------------------------ | ---------------------- | -------------------------- | ----------------- |
| 1.  | 2003 | Lijak                    | Aleksandra Klokocovnik | Pauline Behan              | Natasa Marti      |
| 2.  | 2005 | Niš                      | Marketa Tomaskova      | Sandra Ivanovic            | Andrijana Joleska |
| 3.  | 2007 | Trakai                   | Durusu Funda Cici      | Katerina Pankova           | Olga Lonina       |
| 4.  | 2009 | Ivanec, Varaždin         | Elena Kostova          | Marketa Tomaskova          | Milica Bicanin    |
| 5.  | 2011 | Kunčice pod Ondřejníkem  | Markéta Tomášková      | Milica Marinkovic          | Milica Bicanin    |
| 6.  | 2013 | Sarajevo                 | Milica Marinkovic      | Rimante Verbylaite         | Jolanta Romanenko |
| 7.  | 2015 | Puncak, Bogor, West-Java | Nunnapat Phuchong      | Hye Joung Cho              | Jolanta Romanenko |
| 8.  | 2017 | Vlora                    | Nunnapat Phuchong      | Marketa Tomaskova          | Rika Wijayanti    |
| 9.  | 2019 | Vršac                    | Soyoung Cho            | Eunyoung Cho               | Georgiana Birgoz  |
| 10. | 2021 | Prilep                   | Dagyeom Lee            | Marketa Holubova Tomaskova | Eunyoung Cho      |

## FAI Gleitschirmakrobatik Weltmeisterschaft
Das Red Bull Vertigo hatte bereits vor der offiziellen Anerkennung 2006 den Status einer inoffiziellen Weltmeisterschaft.
| #  | Jahr | Ort              | Kategorie | Gold                           | Silber                              | Bronze                            |
| -- | ---- | ---------------- | --------- | ------------------------------ | ----------------------------------- | --------------------------------- |
| 1. | 2006 | Villeneuve       | Solo      | Raul Rodriguez                 | Antoine Montant                     | Felix Rodriguez                   |
| 1. | 2006 | Villeneuve       | Synchro   | Raul Rodriguez Felix Rodriguez | Chrigel Maurer Peter Neuenschwander | Bernd Hornböck Alexander Meschuh  |
| 2. | 2016 | Annecy           | Solo      | François Ragolski              | Tim Alongi                          | Horacio Llorens                   |
| 2. | 2016 | Annecy           | Solo      | Christina Kolb                 | Nicole Schmidt                      | Lea Haensenberger                 |
| 2. | 2016 | Annecy           | Synchro   | Raul Rodriguez Felix Rodriguez | Théo de Blic Horacio Llorens        | David Geiser Jérémy Péclard       |
| 3. | 2021 | Trasaghis, Udine | Solo      | Victor Carrera                 | Horacio Llorens                     | Luke de Weert                     |
| 3. | 2021 | Trasaghis, Udine | Solo      | Gabriele Fonck                 | Christina Kolb                      | Juliette Claret                   |
| 3. | 2021 | Trasaghis, Udine | Synchro   | Horacio Llorens Raul Rodriguez | Norbert Winkler Thomas Schloegl     | Roland Brunnbaur Thomas Laraiteir |

Spanien ist die erfolgreichste Nation in Gleitschirmakrobatik. Mit den Brüdern Raul und Felix Rodriguez, und deren Cousin Horacio Llorens sind aber sämtliche Erfolge auf eine einzelne Familie zurückzuführen.